# Rubelio Plauto
Rubelio Plauto (en latín, Rubellius Plautus; m. 62) fue un ciudadano romano del siglo I, miembro de la dinastía Julio-Claudia y perteneciente a la gens Rubelia. Se desconoce su praenomen.

## Familia
Plauto fue hijo de Cayo Rubelio Plauto, senador de rango consular, y de Julia, hija de Druso el Menor y Claudia Livila. Descendía de Tiberio, Druso el Mayor, Marco Antonio y Octavia la Menor y era, por tanto, miembro de la dinastía Julio-Claudia. Estuvo casado con Antistia Polita, hija del consular Lucio Antistio Veto.
Entre los años 43 y 45 su madre se convirtió en víctima de las intrigas de la emperatriz Valeria Mesalina; probablemente ello se debía a que Mesalina veía en Plauto un rival para su hijo Británico. El emperador Claudio, esposo de Mesalina, padre de Británico y tío de Julia, no concedió a su sobrina ninguna defensa legal. A consecuencia de ello Julia fue condenada a muerte, a pesar de ser considerada una mujer virtuosa entre los ciudadanos de la capital.

## Exilio y condena
En el año 55 Junia Silana, hermana de la primera esposa de Calígula y rival de la emperatriz Agripina, acusó a esta de conspirar contra Nerón para situar a Plauto en el trono con quien proyectaba casarse. El emperador, tras unas pesquisas, decidió exiliar a Silana, ejecutar al acusador y dejar en paz a Plauto. Tras la aparición de un cometa en el año 60, se renovaron los rumores del ascenso de Plauto y la caída de Nerón, por lo que el emperador ordenó el exilio del primero. Plauto marchó obedientemente a Asia acompañado de su familia.
En el año 62 rumores que indicaban que Plauto negociaba con el general Cneo Domicio Corbulón una rebelión, impulsaron el emperador a ordenar su muerte. Su cabeza fue enviada a palacio donde Nerón se rio de lo espantosa que era la larga nariz de Plauto. En el año 66 su viuda y sus hijos, cuyos nombres no han sobrevivido, fueron víctimas de los crecientes recelos imperiales.
Tácito afirma que Plauto era anticuado en sus gustos y austero en sus costumbres. Vivió una vida aislada a causa del temor y fue muy respetado por los nobles de su época que lo consideraban un buen padre y esposo.